# Hugues Hotier
Hugues Hotier, né le 26 juin 1940 à Douai (Nord), est un universitaire et homme de spectacle connu aussi pour son engagement au service de la culture et de l’éducation populaires

## Biographie
Né le 26 juin 1940 dans une famille ouvrière du Nord de la France, il se considère comme un pur produit de l’école de la République : celle-ci lui permit, après le lycée de Douai, d’entrer à l’université de Lille (1958) puis à l’université Paris 8 (1969)  tout en occupant un emploi de surveillant d’externat puis de professeur de l’enseignement secondaire. Tout au long de ses études, pour arrondir les fins de mois, il exerça différentes professions en relation avec le spectacle : speaker et arbitre de catch, chanteur d’orchestre, marionnettiste…
En 1964, il est professeur certifié de lettres et nommé au Lycée technique Edmond Labbé de Douai.
Détaché en 1969 à l’IUT de Lille, nouvellement créé, il reprend le chemin de la faculté et obtient un doctorat en sociolinguistique à Paris 8 en 1972 pour une thèse portant sur le vocabulaire du cirque et du music-hall. Il devient maître-assistant à l’Université de Technologie de Compiègne en 1975. En 1979, toujours à Paris 8, il obtient le grade de Docteur d’État en sciences de l’information et de la communication après avoir soutenu une thèse portant sur la presse à sensation.
En 1984, il est nommé professeur des universités à Bordeaux où, en 1992, il fonde la revue "Communication & Organisation" avec l'appui des enseignants-chercheurs de l'Institut des Sciences de l'Information et de la Communication (ISIC).
Aujourd’hui professeur émérite, il collabore toujours avec plusieurs établissements d’enseignement supérieur en tant que méthodologue de la recherche en sciences sociales (Université Internationale de Dakar) ou chercheur en communication (Institut du Journalisme et de la Communication de l’Université de Wuhan, Chine). Ses  recherches actuelles portent sur la communication interculturelle.
Aux éditions L’Harmattan, il dirige deux collections : "Communication des organisations" et "Arts de la piste et de la rue".
De 1960 à 1984, il a été clown et ventriloque en même temps qu’enseignant et chercheur.
En 1975, il a fondé Le Cirque éducatif, entreprise associative de culture et d’éducation populaires qui produit et diffuse dans les régions Hauts-de-France et Grand Est un spectacle de cirque classique conçu comme un moyen pédagogique et un outil d’insertion sociale pour les populations en situation de précarité et les personnes en situation de handicap. Il dirige toujours cette entreprise originale aux missions culturelles, éducatives et sociales intégralement fondée sur le bénévolat. Depuis le début de cette manifestation, il est le Monsieur Loyal du spectacle.

### Ouvrages
- Bonjour les clowns : défense et illustration de l’art clownesque, Gap, Publications scientifiques et techniques Louis-Jean, 1975
- Approche sociolinguistique de la presse à sensation, Publications de l'université de technologie de Compiègne, 1979
- Vocabulaire du cirque et du music-hall, Paris, Éditions Maloine, 1981
- Signes du cirque, Bruxelles, Éditions de l'Association internationale de sémiologie du spectacle, 1984
- Cirque, communication, culture, Bordeaux, Presses universitaires de Bordeaux, 1995
- Non verbal et organisation, Paris, Éditions L'Harmattan, 2000
- Un cirque pour l'éducation, Paris, Éditions L'Harmattan, 2001
- La fonction éducative du cirque, Paris, Éditions L'Harmattan, 2003
- L'imaginaire du cirque, Paris, Éditions L'Harmattan, 2006
- France-Chine : interculturalité et communication, Paris, Éditions L'Harmattan, 2013
- Le cirque éducatif : histoire d'une utopie, Paris, Éditions L'Harmattan, 2016

### Publications
- Hugues Hotier, « Le verbe au cirque », Jeu : revue de théâtre, no 28, Les cahiers de théâtre, Montréal, 3e trimestre 1983, p. 40-55.  (ISSN 0382-0335)
- Hugues Hotier, « La communication de l’entreprise cirque », Communication & organisation, no 3 : Le changement organisationnel, Presses universitaires de Bordeaux, 1993.  (ISSN 1775-3546)
- Hugues Hotier, « Le cirque, impératifs de sécurité et imaginaire du risque », Quaderni, no 44 : Les industries de l'évasion, Édition Sapienta, Paris, Printemps 2001, p. 101-117. DOI 10.3406/quad.2001.1487  (ISSN 0987-1381)  (ISBN 2-911761-10-3)
- Hugues Hotier, « De l’interprétation au cirque », in Études de communication, no 24, Université Lille 3, Villeneuve-d'Ascq, 2001, p. 29-40.  (ISSN 2101-0366)  (ISBN 2-9514961-2-5)

## Sources
- Hugues Hotier, fondateur du Cirque éducatif" : "C'est un devoir pour moi de promouvoir la culture populaire",
- La Voix du Nord, édition Douai, 09/02/2013 « Entretien avec Hugues Hotier, spécialiste de la communication d’entreprise : "La communication, c’est d’abord un humanisme".»,
- Le Quotidien du Maroc magazine, n° 434, 3-9 octobre 1997
- « Hugues Hotier : une nouvelle exigence, la polyvalence »,
- Midi-Médias, no 28, juin 1988 « Bordeaux, Hugues Hotier ouvre l’université »,
- Midi-Médias no 21, novembre 1987 Rencontre avec Hugues Hotier, directeur de la revue Communication & Organisation, http://communicationorganisation.revues.org/2608
- Hugues Hotier, du cirque éducatif, 35 ans de piste aux étoiles lavoixdunord
- www.cirque-educatif.com